# Calle Martínez Villena
La calle Martínez Villena es una calle de la ciudad española de Albacete situada en el centro de la capital. Conecta dos de sus plazas más importantes: la plaza del Altozano y la plaza de la Catedral.

## Historia
En el siglo XVI fue fundado el convento de San Lorenzo Justiniano por monjas justinianas. En el siglo XVIII se construyó la casa Cortés, que en 1879 se convirtió en la casa consistorial de Albacete durante más de un siglo hasta 1986.
En 1925 fue proyectado el Colegio de Arquitectos por el arquitecto Miguel Ortiz e Iribas. En 1933 se levantó el edificio del Banco de España, obra de Romualdo de Madariaga. 
En la década de 1950, ocupando una parte del lugar donde se situó el convento de San Lorenzo Justiniano, fue construido el edificio La Unión y el Fénix, diseñado por el arquitecto Eusebi Bona. En 1995 la casa Cortés se convirtió en sede del Museo Municipal de Albacete.

## Situación
La calle Martínez Villena está situada en el centro de Albacete. Comienza su recorrido en la plaza del Altozano y, discurriendo en dirección sureste-noroeste, finaliza en la plaza de la Catedral.